# Supreme (Louisiana)
Supreme ist eine Siedlung auf gemeindefreiem Gebiet im Assumption Parish im US-amerikanischen Bundesstaat Louisiana. Zu statistischen Zwecken ist der Ort zu einem Census-designated place (CDP) zusammengefasst worden. Das U.S. Census Bureau hat bei der Volkszählung 2020 eine Einwohnerzahl von 839 ermittelt.

## Geografie
Supreme liegt im mittleren Südosten Louisianas. Der Ort liegt am südwestlichen Ufer des Bayou Lafourche, einem früheren Mündungsarm des Mississippi. Die geografischen Koordinaten von Supreme sind 29°51′34″ nördlicher Breite und 90°58′52″ westlicher Länge. Der Ort erstreckt sich über eine Fläche von 3,4 km². 
Benachbarte Orte von Supreme sind Napoleonville (11,1 km nordnordwestlich) und Labadieville (3,7 km südöstlich), die beide ebenfalls am Bayou Lafourche liegen.
Die nächstgelegenen größeren Städte sind Louisianas Hauptstadt Baton Rouge (90,9 km nördlich) und Louisianas größte Stadt New Orleans (109 km östlich) und Lafayette (151 km westnordwestlich).

## Verkehr
Der am Bayou Lafourche entlangführende Louisiana Highway 1 ist die Hauptstraße von Supreme. In Supreme führen zwei Brücken über den Bayou. Der Louisiana Highway 400 zweigt vom LA 1 ab, verläuft durch die Supreme und verlässt den Ort in westlicher Richtung. Alle weiteren Straßen sind untergeordnete Landstraßen, teils unbefestigte Fahrwege sowie innerstädtische Verbindungsstraßen.
Die nächsten Flughäfen sind der Lafayette Regional Airport (149 km westnordwestlich), der Baton Rouge Metropolitan Airport (104 km nördlich) und der größere Louis Armstrong New Orleans International Airport (90,3 km östlich).

## Bevölkerung
Nach der Volkszählung im Jahr 2010 lebten in Supreme 1052 Menschen in 341 Haushalten. Die Bevölkerungsdichte betrug 309,4 Einwohner pro Quadratkilometer. In den 341 Haushalten lebten statistisch je 3,09 Personen. 
Ethnisch betrachtet setzte sich die Bevölkerung zusammen aus 14,4 Prozent Weißen, 83,8 Prozent Afroamerikanern, 0,6 Prozent amerikanischen Ureinwohnern sowie 1,0 Prozent aus anderen ethnischen Gruppen; 0,2 Prozent stammten von zwei oder mehr Ethnien ab. Unabhängig von der ethnischen Zugehörigkeit waren 1,4 Prozent der Bevölkerung spanischer oder lateinamerikanischer Abstammung. 
26,3 Prozent der Bevölkerung waren unter 18 Jahre alt, 64,0 Prozent waren zwischen 18 und 64 und 9,7 Prozent waren 65 Jahre oder älter. 51,9 Prozent der Bevölkerung war weiblich.

Das mittlere jährliche Einkommen eines Haushalts lag bei 25.500 USD. Das Pro-Kopf-Einkommen betrug 14.271 USD. 32,9 Prozent der Einwohner lebten unterhalb der Armutsgrenze.